# Edmond Sumner
Edmond Byron Sumner (Detroit, Míchigan, 31 de diciembre de 1995) es un baloncestista estadounidense que actualmente se encuentra sin equipo. Con 1,93 metros de estatura, juega en la posición de base o de escolta.

## Trayectoria deportiva

### Instituto
Jugó durante su etapa de secundaria en el Detroit Country Day School, donde en su temporada sénior promedió 19,5 puntos, 4,5 rebotes y 3,0 asistencias ejerciendo como capitán, siendo candidato a Mr. Basketball de Míchigan y al McDonald's All-American Game.

### Universidad
Jugó tres temporadas con los Musketeers de la Universidad Xavier, aunque en la primera de ellas solo disputó seis partidos y se perdió el resto de la temporada por razones médicas, en las que promedió 11,3 puntos, 3,4 rebotes, 3,8 asistencias y 1,2 robos de balón por partido. En su primera temporada completa fue incluido en el mejor quinteto de rookies de la Big East Conference, y también en esgundo mejor quinteto absoluto para Bleacher Report y CBS Sports. En enero de 2017, en su último año, una lesión en la rodilla en un partido ante St. John's hizo que se perdiera el resto de la temporada.
En marzo de 2017 se declaró elegible para el draft de la NBA, renunciando a dos años más de universidad.

#### Estadísticas
| Año     | Equipo | PJ | PT | MPP  | %TC  | %3P  | %TL  | RPP | APP | ROB | TPP | PPP  |
| ------- | ------ | -- | -- | ---- | ---- | ---- | ---- | --- | --- | --- | --- | ---- |
| 2014–15 | Xavier | 6  | 0  | 7.2  | .200 | .000 | .667 | .8  | 1.0 | .3  | .0  | 1.3  |
| 2015–16 | Xavier | 31 | 29 | 25.9 | .397 | .301 | .727 | 3.4 | 3.6 | 1.3 | .2  | 11.0 |
| 2016–17 | Xavier | 22 | 20 | 31.7 | .479 | .273 | .737 | 4.2 | 4.8 | 1.2 | .7  | 14.3 |
| Total   | Total  | 59 | 49 | 26.1 | .429 | .285 | .731 | 3.4 | 3.1 | 1.2 | .4  | 11.3 |

### Profesional
Fue elegido en la quincuagésimo segunda posición del Draft de la NBA de 2017 por los New Orleans Pelicans, pero fue traspasado a Indiana Pacers, equipo con el que firmó contrato el 5 de julio.
El 11 de febrero de 2019, tras pasar dos temporadas alternando con el filial de la G League, los Fort Wayne Mad Ants, firma su primer contrato estándar con los Pacers, por dos años.
Antes de comenzar su quinta temporada con los Pacers, en verano de 2021, sufre una lesión en el tendón de Aquiles que le mantendría fuera de las pistas por un tiempo.
El 6 de octubre de 2021, fue traspasado a los Brooklyn Nets a cambio de los derechos de Juan Pablo Vaulet, pero fue cortado por los Nets.
Tras una temporada sin jugar, el 5 de julio de 2022 es contratado por los Brooklyn Nets.
El 29 de septiembre de 2023, firma con Charlotte Hornets, pero el 24 de octubre es cortado ante del comiendo de la temporada. Sin embargo, el 29 de noviembre, firma por el BC Žalgiris de la Lithuanian Basketball League (LKL) y la Euroliga.
El 23 de agosto de 2024 fichó por los Sichuan Blue Whales de la Chinese Basketball Association (CBA). Lideró la liga en anotación en la temporada 2024-25, con un promedio de 36 puntos por partido, junto con 6,6 rebotes, 6,8 asistencias y 2,1 robos por partido.

## Estadísticas de su carrera en la NBA

### Temporada regular
| Año     | Equipo   | PJ  | PT | MPP  | %TC   | %3P  | %TL  | RPP | APP | ROB | TPP | PPP |
| ------- | -------- | --- | -- | ---- | ----- | ---- | ---- | --- | --- | --- | --- | --- |
| 2017-18 | Indiana  | 1   | 0  | 2.0  | 1.000 | –    | –    | 1.0 | .0  | .0  | .0  | 2.0 |
| 2018-19 | Indiana  | 23  | 2  | 9.1  | .344  | .259 | .625 | 1.0 | .4  | .5  | .2  | 2.9 |
| 2019-20 | Indiana  | 31  | 3  | 14.4 | .430  | .264 | .552 | 1.5 | 1.8 | .5  | .3  | 4.9 |
| 2020-21 | Indiana  | 53  | 24 | 16.2 | .525  | .398 | .819 | 1.8 | .9  | .6  | .2  | 7.5 |
| 2022-23 | Brooklyn | 53  | 12 | 13.9 | .461  | .356 | .917 | 1.5 | 1.3 | .6  | .2  | 7.1 |
| Total   | Total    | 161 | 41 | 14.0 | .470  | .341 | .811 | 1.5 | 1.1 | .6  | .2  | 6.2 |

### Playoffs
| Año   | Equipo   | PJ | PT | MPP  | %TC  | %3P  | %TL   | RPP | APP | ROB | TPP | PPP |
| ----- | -------- | -- | -- | ---- | ---- | ---- | ----- | --- | --- | --- | --- | --- |
| 2019  | Indiana  | 1  | 0  | 2.0  | –    | –    | –     | 2.0 | .0  | .0  | .0  | .0  |
| 2020  | Indiana  | 3  | 0  | 13.5 | .286 | .000 | 1.000 | 2.0 | .0  | .0  | .0  | 2.0 |
| 2023  | Brooklyn | 1  | 0  | 4.5  | —    | —    | —     | .0  | 1.0 | .0  | .0  | .0  |
| Total | Total    | 5  | 0  | 9.3  | .286 | .000 | 1.000 | 1.6 | .2  | .0  | .0  | 1.2 |